# 大北農業協同組合
大北農業協同組合（だいほくのうぎょうきょうどうくみあい）は、長野県大町市に本部を置く農業協同組合。通称JA大北。北アルプス地域全体を管轄する総合農協である。

## 沿革
- 1966年（昭和41年） - 大町市・北安曇郡の13農協（池田、社、常盤、松川、会染、八坂、美麻、神城、北城、南小谷、北小谷北、北小谷南、中土）が広域合併して大北農業協同組合が発足。
- 1973年（昭和48年） - 大町りんご農協と合併。
- 1988年（平成元年） - 大町農協、大町平農協と合併。

## 店舗・施設

### 支所・支店
| 店舗コード | 店舗名     | 所在地                         |
| ---------- | ---------- | ------------------------------ |
| 100        | 本所       | 大町市大字大町3091-1           |
| -          | 社支所     | 大町市大字社1757               |
| 002        | ときわ支所 | 大町市大字常盤3570-5           |
| 003        | 池田支所   | 北安曇郡池田町大字池田4276-2   |
| 004        | 会染支所   | 北安曇郡池田町大字会染5098-1   |
| 005        | 松川支所   | 北安曇郡松川村7027             |
| 008        | 神城支所   | 北安曇郡白馬村大字神城21494    |
| 009        | 白馬支所   | 北安曇郡白馬村大字北城6379     |
| 010        | おたり支所 | 北安曇郡小谷村大字中小谷丙50-1 |
| 013        | 大町支所   | 大町市大字大町3091-1           |
| 014        | 平支所     | 大町市大字平8940               |

### 購買店舗
- Aコープ ファーマーズおおまち店（大町市）
- Aコープ ハピア白馬店（白馬村）

### JAホール
- JAホールおおまち（大町市）
- JAホールまつかわ（松川村）